# Кошарица
Кошарица е село в Югоизточна България. То се намира в община Несебър, област Бургас.

## География
Кошарица е разположена в планината, на 8 km западно от Слънчев бряг, на 14 km от общинския център Несебър и на 44 km от областния център Бургас. През селото минава голямо дере, заради което местността преди се е наричала „Къшла дере“. В землището на селото са разположени махалите Морско и Плазовец, които до 1975 г. са отделни села.

## История
Преди 1878 г. на мястото, където е сега село Кошарица, е съществувало черкезко село, което е изселено през Освободителната война.

## Население
| \| Година на преброяване \| Численост \| \| --------------------- \| --------- \| \| 1934 \| 1864 \| \| 1946 \| 1885 \| \| 1956 \| 1609 \| \| 1965 \| 1224 \| \| 1975 \| 1080 \| \| 1985 \| 1184 \| \| 1992 \| 1047 \| \| 2001 \| 1033 \| \| 2011 \| 1219 \| \| 2021 \| 1299 \| |           |
| Година на преброяване | Численост |
| 1934 | 1864      |
| 1946 | 1885      |
| 1956 | 1609      |
| 1965 | 1224      |
| 1975 | 1080      |
| 1985 | 1184      |
| 1992 | 1047      |
| 2001 | 1033      |
| 2011 | 1219      |
| 2021 | 1299      |

Етническият състав включва 844 българи, 69 турци и 20 цигани.

## Религии
В центъра на селото се намира църквата "Св. Иван Рилски".

## Културни и природни забележителности
До сградата на кметството е поставен паметник на Христо Ботев,  дело на скулптора Йордан Йорданов.
На площада в центъра има облицован с мрамор паметник посветен на загиналите в борбата срещу фашизма с имената на героите от селото.
Районът на Кошарица е включен в Натура 2000, тъй като от там минава основният въздушен път на прелетните птици – Via Pontica.

## Редовни събития
Съборът на Кошарица се провежда на 1 ноември – ден (по стар стил) на преп. Иван Рилски
В нощта срещу празника Рождество Христово в селото обикалят коледарски групи. Коледарите изобразяват пастирите, които след като се поклонили на Младенеца в пещерата, тръгнали да разгласят благата вест за раждането на Бога. Тази традиция се поддържа от стари времена в селото. 

## Други
По посока на Слънчев бряг се намира вилната зона, която с всяка изминала година се разширява и наближава курортния комплекс.